# Federația Etiopiană de Fotbal
Federația Etiopiană de Fotbal (EFF) este forul ce guvernează fotbalul în Etiopia. Se ocupă de organizarea echipei naționale și a campionatului.
Nesatisfăcuți de rezultatele fotbalului etiopian, membrii Federației au decis demiterea lui Ashebir Woldegiorgis. Acesta nu acceptat propunerea nerecunoscută nici de CAF. Deoarece i-a fost interzis accesul în propriul birou FIFA a decis pe data de 29 iulie 2008  suspendarea Federației Etiopiane de Fotbal. Meciul cu Maroc nu s-a putut disputa iar reprezentativa etiopiană a fost exclusă din calificările CM 2010. Președinte Ashebir Woldegiorgis și-a dat demisia pe 16 mai 2009, iar în locul său a fost ales Sahlu Gebrewold Gebremariam.